# Błagowieszczeńsk
Błagowieszczeńsk (ros. Благовещенск) – miasto w azjatyckiej części Rosji, ośrodek administracyjny obwodu amurskiego, nad Amurem. Miasto leży naprzeciwko chińskiego miasta Heihe.
W mieście znajduje się port lotniczy i rzeczny. Ośrodek kulturalny (muzeum) i naukowy (cztery uczelnie).

## Historia
W przeszłości sięgały tu wpływy mongolskie i mandżurskie. Traktat nerczyński z 1689 przyznał obszar dynastii Qing.
Błagowieszczeńsk został założony w 1856 roku, jako posterunek wojskowy, po zajęciu obszaru przez Rosję. W 1858 przyznano region Rosji, a car Aleksander II nadał osadzie prawa miejskie.
W trakcie Interwencji syberyjskiej pod kontrolą wojsk japońskich.

## Gospodarka
W mieście rozwinął się przemysł maszynowy, elektrotechniczny, stoczniowy, papierniczy, drzewny, włókienniczy oraz spożywczy.

## Transport
Błagowieszczeńsk posiada międzynarodowy port lotniczy o znaczeniu federalnym.

## Sport
- Amur Błagowieszczeńsk – klub piłkarski

## Religia
Siedziba prawosławnej eparchii błagowieszczeńskiej i tyndyńskiej oraz katolickiej parafii Przemienienia Pańskiego

## Współpraca
- Heihe, Chińska Republika Ludowa

## Galeria

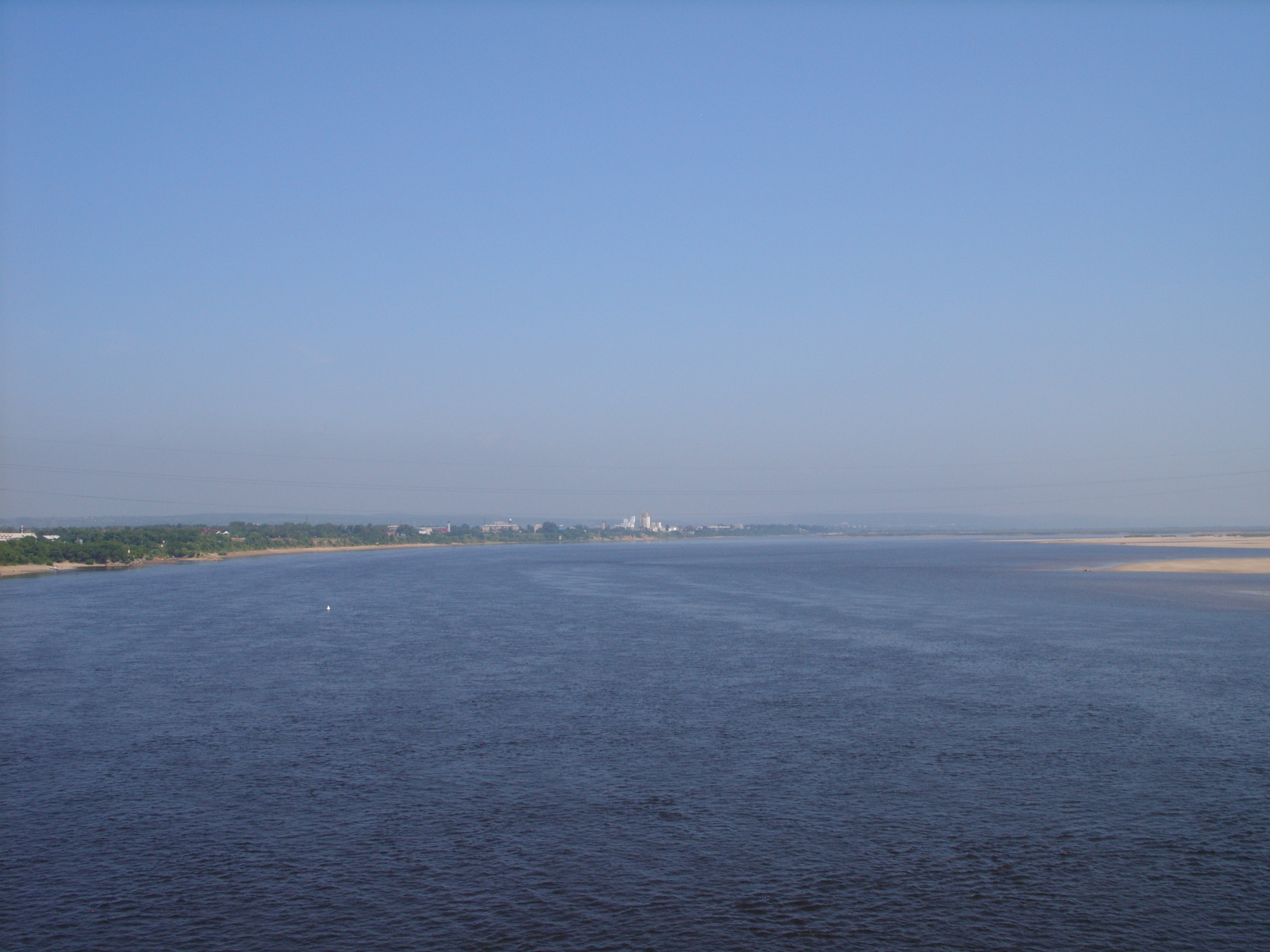
Widok na rzekę Zeję
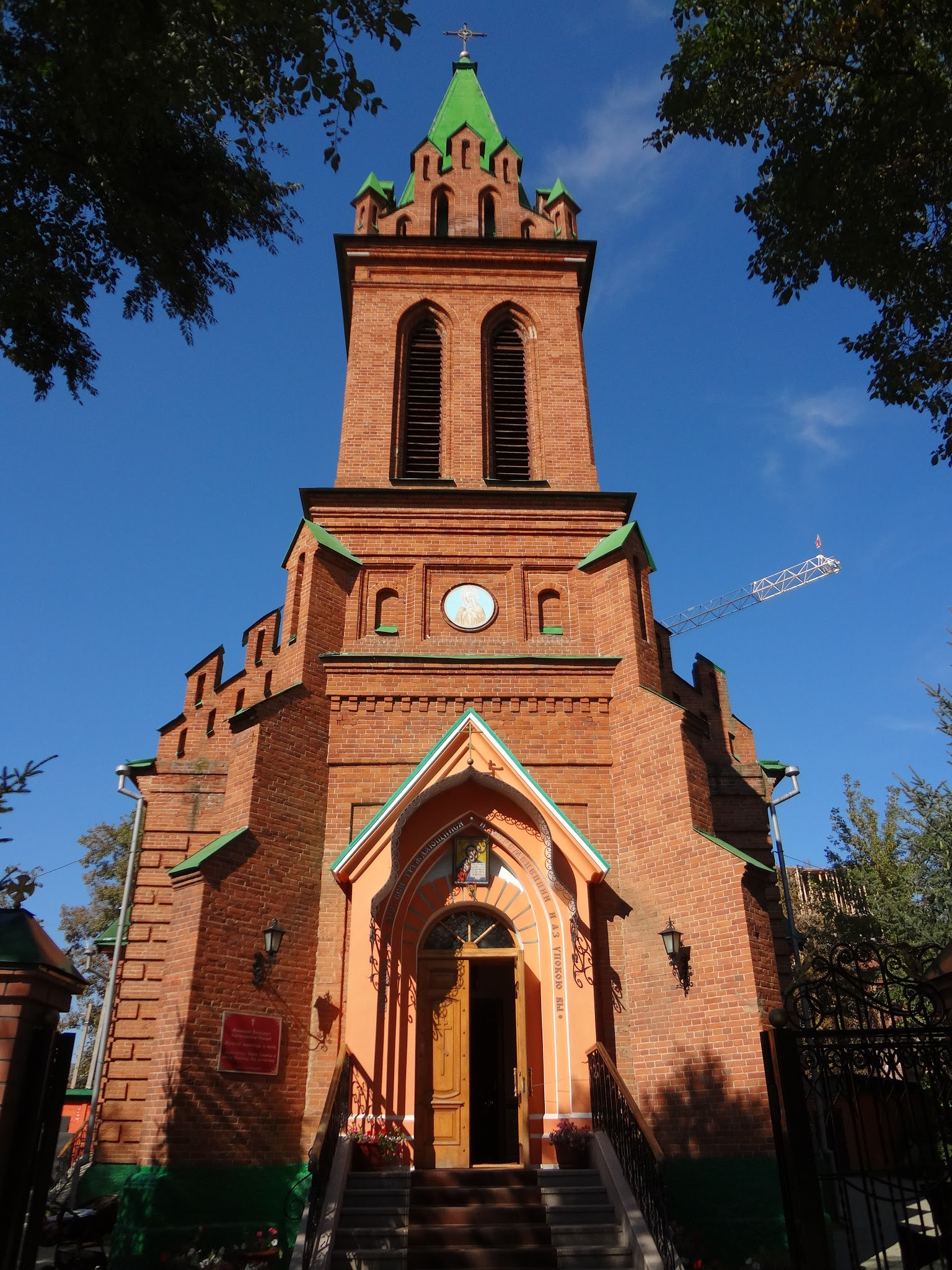
Dawny kościół katolicki
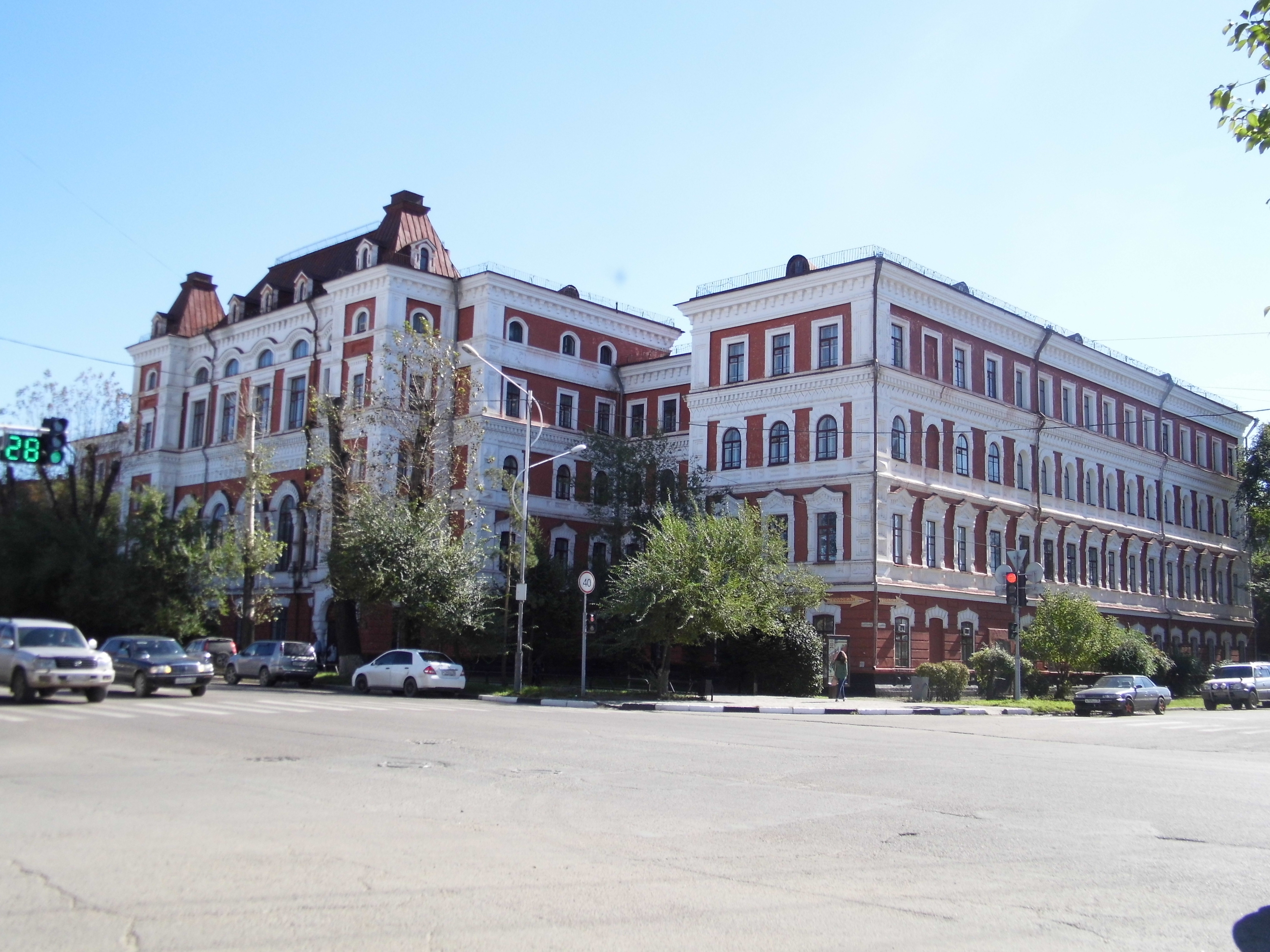
Uniwersytet Pedagogiczny
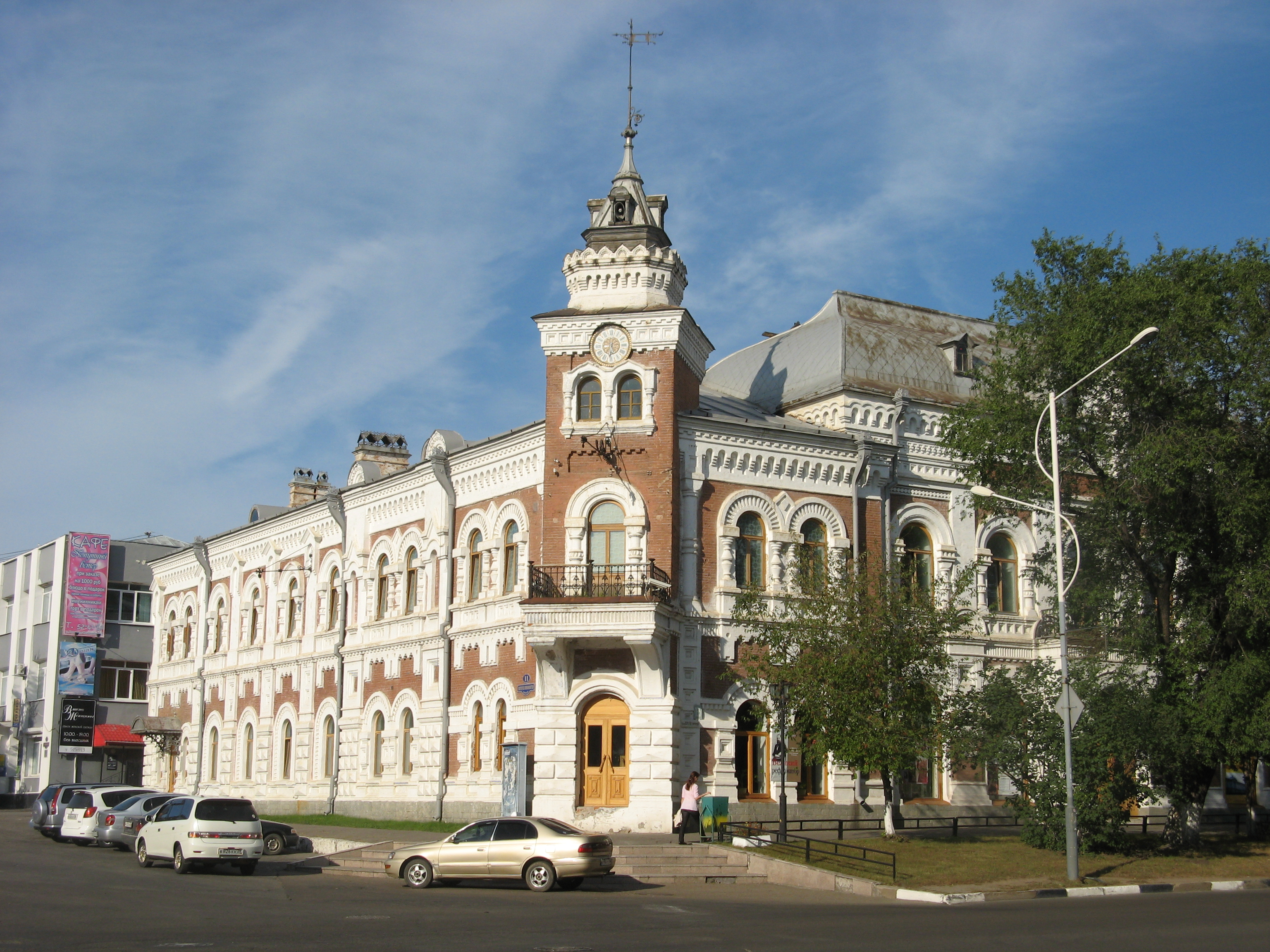
Muzeum Krajoznawcze
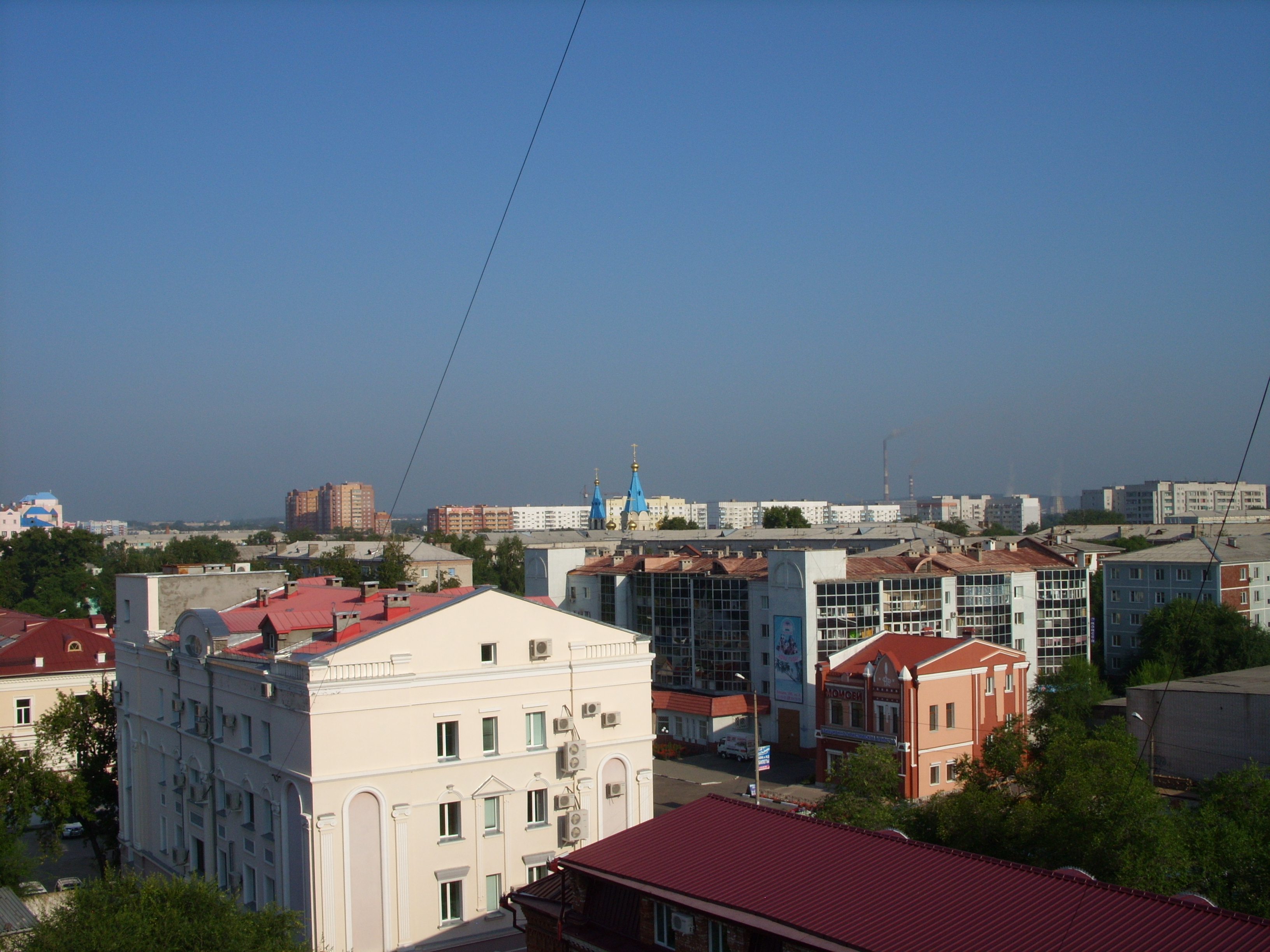
Historyczna część miasta wraz z cerkwią z XIX w.
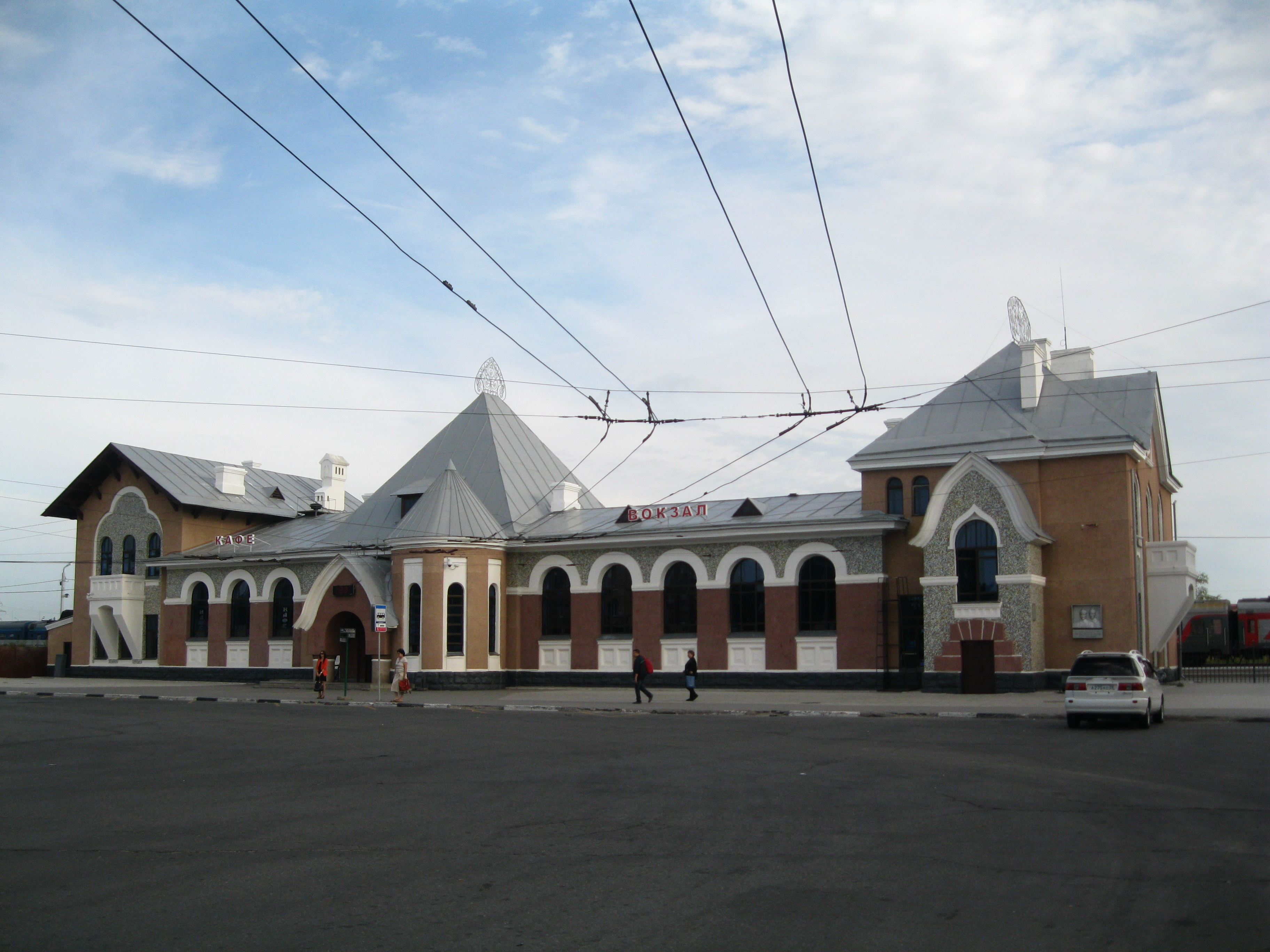
Dworzec kolejowy
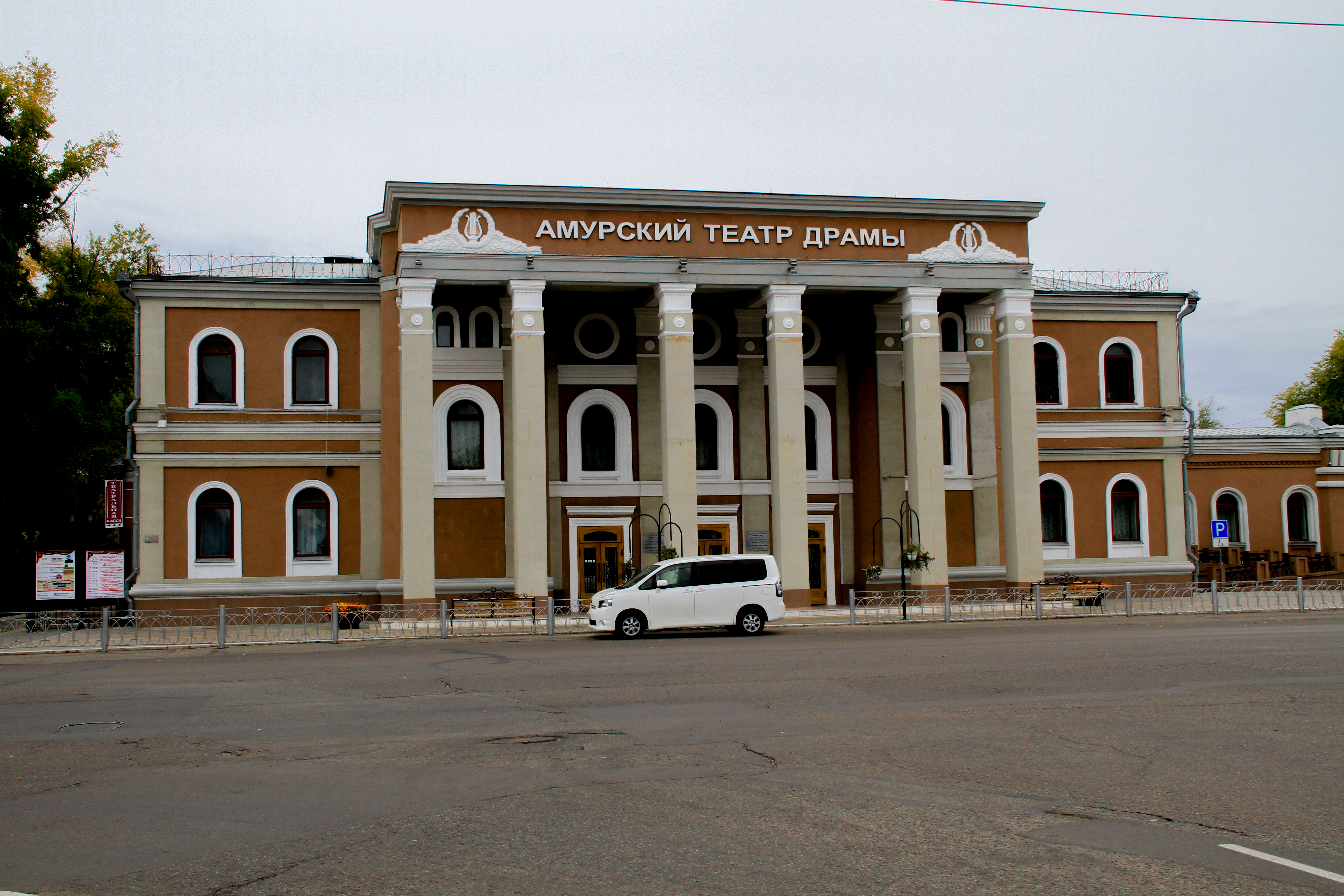
Teatr dramatyczny